# Triqueville
Triqueville ist eine französische Gemeinde mit 349 Einwohnern (Stand: 1. Januar 2022) im Département Eure in der Region Normandie. Die Gemeinde gehört zum Kanton Pont-Audemer. Die Einwohner werden Triquevillais genannt.

## Geografie
Triqueville liegt etwa 30 Kilometer südöstlich von Le Havre im Roumois. Umgeben wird Triqueville von den Nachbargemeinden Toutainville im Norden, Pont-Audemer im Nordosten, Les Préaux im Osten, Saint-Symphorien im Südosten, Vannecrocq im Süden, Martainville im Südwesten, Fort-Moville im Westen sowie Saint-Maclou im Nordwesten.
Durch den Nordwesten der Gemeinde führt die Autoroute A13.
| Jahr      | 1962 | 1968 | 1975 | 1982 | 1990 | 1999 | 2006 | 2013 |
| --------- | ---- | ---- | ---- | ---- | ---- | ---- | ---- | ---- |
| Einwohner | 318  | 268  | 289  | 263  | 259  | 281  | 282  | 355  |

## Sehenswürdigkeiten

Kirche Saint-Martin

- Kirche Saint-Martin